# Ocotea magnifolia
Ocotea magnifolia là loài thực vật có hoa trong họ Nguyệt quế. Loài này được (Lundell) Lundell miêu tả khoa học đầu tiên năm 1977.